# Boerewors
Boerewors (wym. [ˈbuːrəvors]ⓘ; nazywana także boerie lub wors) – soczysta kiełbasa z grubo zmielonego mięsa w osłonce z naturalnego jelita, o specyficznym smaku nadawanym przez kolendrę, gałkę muszkatołową i goździki, powszechnie grillowana podczas braai oraz dostępna jako street food, charakterystyczna dla kuchni południowoafrykańskiej.  
Nazwa tej kiełbasy pochodzi z języka afrykanerskiego od wyrazów: boer – chłop i wors – kiełbasa.

## Charakterystyka
Od 1990 roku boerewors jest chroniona prawnie. Aby kiełbaska mogła oficjalnie nosić nazwę borewors, musi spełniać następujące wymogi:
- być zrobiona z mięsa wołowego, wieprzowego, owczego albo koziego, lub ich połączenia;
- musi być zrobiona w przynajmniej 90% z mięsa (chude mięso i tłuszcz); przy czym:

- musi zawierać więcej niż 63% chudego mięsa; i
- nie może zawierać więcej niż 30% tłuszczu;

- nie może zawierać wnętrzności i narządów wewnętrznych, z wyjątkiem naturalnego jelita jako osłonki;
- nie powinna zawierać mięsa oddzielanego mechanicznie.

Boerewors spełniająca powyższe standardy jest produktem spożywczym o wysokiej jakości.
Do produkcji używa się mięsa świeżego, nie mrożonego, grubo zmielonego. Gotową przyprawioną masą mięsną naturalne jelita napełniane są dość luźno. Najczęściej boerewors zostaje uformowana w spiralę, rzadziej w porcje-kawałki kiełbasy.
Dodatki do boerewors (woda, środki konserwujące, mąka pszenna lub sojowa, ocet, sól, zioła i przyprawy) nie mogą przekraczać 10% w przeliczeniu na całkowitą masę surowej kiełbasy. Skład ilościowo-jakościowy dodatków smakowo-zapachowych zależy od regionu. 
Każdy producent czy rzeźnik ma własną recepturę na jej przyrządzanie.
Boerewors najlepiej jest grillować w grillu węglowym, ale można ją także upiec w piekarniku.
W handlu, w supermarketach i u rzeźnika, znajdują się podobne do boerewors kiełbasy, ale o mniejszej zawartości mięsa, często też gorszej jakości, noszące różne nazwy np. braaiwors.

## Spożywanie
Jako danie obiadowe kawałek boerewors serwuje się na talerzu razem z porcją papki z kaszy kukurydzianej i polewa sosem.
Boerewors może być również podawana razem z bekonem i jajkami na śniadanie czy sprzedawana na wynos jako przekąska pod nazwą boerewors roll, w postaci podobnej do amerykańskiego hot doga, czyli w podłużnej bułeczce polana keczupem i sosem musztardowym